# Scolanthus intermedius
Scolanthus intermedius is een zeeanemonensoort uit de familie Edwardsiidae. De anemoon komt uit het geslacht Scolanthus. Scolanthus intermedius werd in 1893 voor het eerst wetenschappelijk beschreven door McMurrich. 